# Vestiaire Collective
Vestiaire Collective è un'azienda francese fondata nell'ottobre 2009, che gestisce un sito di moda specializzato per l'acquisto di prodotti di seconda mano di lusso, la cui autenticità è garantita.
Oltre alla sede centrale di Parigi, il marchio ha uffici a Londra, New York, Milano, Berlino, Hong Kong.

## Storia
Il sito Vestiaire Collective nasce in Francia nel 2009 da un'idea di un team composto da sei persone: Alexandre Cognard, Sébastien Fabre, Henrique Fernandes, Sophie Hersan, Christian Jorge e Fanny Moizant. L'obiettivo di questo gruppo è quello di offrire una piattaforma online, curata e di alto livello, in cui le persone potessero vendere e acquistare capi di abbigliamento e accessori lussuosi di seconda mano, garantendo fiducia e sicurezza a tutti i fruitori.
Nel giugno 2010 Ventech, società di capitale di rischio, fa il primo investimento nella startup Vestiaire Collective, con la somma di 1,5 milioni di euro. Successivamente, nell'agosto 2011 ad investire 7,5 milioni di euro è Balderton Capital, altra azienda di capitale di rischio leader in Europa.
Nel febbraio 2012 l'azienda, nata come Vestiaire de Copines, cambia il suo nome in Vestiaire Collective.
Nel dicembre 2012 la realtà parigina collabora con Telethon organizzando un'importante vendita di solidarietà sulla piattaforma alla quale partecipano anche blogger, stilisti e celebrità francesi. Nel giugno 2013 agli “European E-commerce Awards 2013” il sito francese vince il premio di “Imprenditore dell'Anno” convincendo la giuria con il suo processo di re-immissione in vendita e la politica sui resi immediati.
Nel settembre 2013 arriva il terzo investimento a favore dell'azienda, vengono così raccolti 20 milioni di dollari da Condé Nast International. Segue nel gennaio 2017 l'investimento di 62 milioni di dollari da parte di Vitruvian Partners, una società di private equity.
Dal primo gennaio 2019 subentra Maximilian Bittner, nominato amministratore delegato dai vertici della piattaforma. Nel giugno 2019 Vestiaire Collective annuncia di aver raccolto 40 milioni di euro per accelerare il suo sviluppo su mercati internazionali, anche investitori storici investono nuovamente nella società per garantirne il successo a livello mondiale.
In occasione della fashion week milanese di settembre 2019 l'azienda allestisce nella boutique Tearose, nel Quadrilatero della Moda, un pop-up con una selezione di pezzi unici e di particolare rilievo per la storia della moda e del costume.
Nel dicembre 2019 Lapo Elkann è protagonista di uno special sale sulla piattaforma. Per sostenere a scopo benefico la Fondazione LAPS vengono messi in vendita alcuni capi dell'imprenditore e l'intero profitto è destinato al progetto per trattare le dipendenze da internet.
Nell'aprile 2020 si aggiungono Korelya Capital, Vaultier7 e Cuir Invest investendo complessivamente un capitale di 59 milioni di euro. Sempre nello stesso periodo l'azienda lancia un charity sale, insieme a personaggi dello spettacolo, per raccogliere fondi da devolvere ad organizzazioni benefiche impegnate nella lotta contro il Covid-19.
Nel marzo 2021 la società annuncia di aver raccolto 178 milioni di euro dal gruppo di lusso francese Kering e dalla società americana di investimento Tiger Global. Tale investimento la rende l'undicesimo “unicorno” francese. Il successo della piattaforma si può osservare anche dalla community internazionale costituita da 8 milioni di membri, alla quale ogni mesi si aggiungono più di 100.000 nuovi membri.

### CEO
A gennaio 2019 Maximilian Bittner ha sostituito Sébastien Fabre nel ruolo di CEO (amministratore delegato). Bittner è noto per aver fondato nel 2012 Lazada Group, un importante e-commerce asiatico. Maximilian Bittner ha iniziato la propria carriera alla Morgan Stanley a Londra, successivamente è entrato a far parte di McKinsey & Company e infine di Rocket Internet in Germania.

### Country Manager
Dal 2016 sono presenti tre responsabili nazionali per gestire lo sviluppo delle attività in Francia, in Italia e in Spagna.
Sabrine Mouden, dirigente dello sviluppo del business di Zalando e vicepresidente fashion & beauty di Jumia, guida l'attività francese.
Alice Acciarri è la responsabile del primo ufficio locale situato a Milano.
L'attività in Spagna, invece, è affidata a Suzana Rodriguez Escudero.

## Diffusione nel mondo
Vestiaire Collective opera in 52 Paesi, con un totale di circa 350 dipendenti tra Parigi, Londra, New York, Milano, Berlino e Hong Kong.
Nel 2018 grazie a un finanziamento di 58 milioni di dollari Vestiaire Collective apre un nuovo centro logistico a Tourcoing, che si trova nel nord della Francia, un altro ad Hong Kong, e inaugura una nuova sede a Parigi in Boulevard Victor.
La piattaforma, conta più di 100 000 nuovi membri ogni mese, che entrano a far parte di una community internazionale di 8 milioni di membri.

### Pop-up store
Nel 2019 Vestiaire Collective apre il primo store permanente da Selfridges, a Londra. Nello stesso anno viene inaugurato uno store anche a Bologna, nella boutique multibrand L'Inde les palais.